# 보비 이크스
보비 이크스(Bobbie Eakes, 1961년 6월 25일 ~ )는 미국의 배우, 가수이다.

## 출연 작품
- 희망과 신념 (2003)
- 하늘이 준 선물 (1994)
- 비앤비 (1987)
- 올 마이 칠드런 (1970)
- 원 라이프 투 리브 (1968)